# 僕と魚の物語
「僕と魚の物語」（ぼくとさかなのものがたり）は、ロックバンドSwimyの2枚目のシングルおよび2017年12月から2018年1月にNHK『みんなのうた』で放送された楽曲。

## 概要
主人公の「僕」が水族館のサカナ体験機を使用してマグロになり、大海原を駆け巡る中で様々な困難に立ち向かいながらも泳ぎ続ける姿を描いた楽曲。
本曲はレオ・レオニ作の魚を題材とした絵本「スイミー」からバンド名をつけたSwimyにとって初の魚を題材とした楽曲となった。
作詞・作曲を手掛けたTakumiは魚を題材とした楽曲を作ってこなかった理由として世界観が現実離れしすぎると楽曲を聴いている人が共感しづらくなってしまうからと述べており、「みんなのうた」側からオファーを受けた際には、道徳心を育むような涙を誘う曲を2曲用意していたが、Swimyだからこそ書けるぶっ飛んだ曲も受け入れたもらえるのではないかということで本曲も用意したところ3曲の中で一番気に入ってもらえたと述べている。
楽曲はあえて最近のバンドらしくないレトロな雰囲気が出るように意識して製作して製作しており、合唱したくなるような曲になるように工夫したと明かしている。
映像は番組4作目の登場となるmoogaboogaが手掛けた。

## 収録
2018年1月10日にアリオラジャパンより本曲のシングルが発売された。（全作詞・作曲：Takumi 編曲：Swimy、涌井啓一）
1. 僕と魚の物語
2. しゅるる
3. 天使と悪魔の歌